# Automaton (Arcane)
Automaton is een studioalbum van Arcane. Het was jaren stil rond deze eenpersoonsband van Paul Lawler. Het laatste album verscheen in 2007, daarna volgden downloadalbums en ep's. Lawler, enig lid, "bespeelde" van januari tot juli 2016 in zijn eigen geluidsstudio uitsluitend modulaire synthesizers. Dat had mede tot gevolg dat hij de stroming Berlijnse School voor elektronische muziek heeft verlaten. De langlopende melodielijnen zijn vervangen door meer ritmische muziek met special effects. De ritmes passen daarbij binnen de moderne elektronische muziek, de special effects neigen naar de jaren zeventig. Er werden synthesizers gebruikt als de VCS3 (bekend van Pink Floyds The Dark Side of the Moon), ARP 2600 en Moog Voyager XL. 
Automaton was het eerste album in een nieuwe reeks uitgaven van Groove Unlimited, die worden gekenmerkt door het kartonnen hoesje en een oplage van 300 stuks.

## Muziek
| Nr. | Titel                                              | Duur |
| --- | -------------------------------------------------- | ---- |
| 1.  | Automaton                                          | 4:39 |
| 2.  | Brazed head                                        | 3:38 |
| 3.  | Predetermined sequence                             | 6:10 |
| 4.  | Perew’s man                                        | 3:35 |
| 5.  | Euphonia                                           | 6;10 |
| 6.  | The steam man                                      | 7:27 |
| 7.  | The bird trainer (Quintet for Buchla Music Easels) | 4:53 |
| 8.  | The martinet elephant                              | 4:49 |
| 9.  | The Turk                                           | 4:49 |
| 10. | Mechanical beetle                                  | 5:34 |